# Balygyčan (città)
Balygyčan (in lingua russa Балыгычан) è un centro abitato dell'Oblast' di Magadan, situato nello Srednekanskij rajon, sulle rive dell'omonimo fiume.